# Noticastrum malmei
Noticastrum malmei là một loài thực vật có hoa trong họ Cúc. Loài này được Zardini mô tả khoa học đầu tiên năm 1978.